# Coenonympha fiorii
Coenonympha fiorii är en fjärilsart som beskrevs av Ruggero Verity 1953. Coenonympha fiorii ingår i släktet Coenonympha och familjen praktfjärilar. Inga underarter finns listade i Catalogue of Life.